# Lorolwana
Lorolwana is een dorp in het district Southern in Botswana. De plaats telt 1568 inwoners (2011).